# وليام فاينر
وِليام فاينر (27 ديسمبر 1792 - 9 يونيو 1829)، ولد باسم وِلهيلم فاينر، كان القس الكاثوليكي واليسوعي الذي أصبح من البعثات التبشيرية إلى الولايات المتحدة وفي نهاية المطاف صار رئيسًا لكلية جورجتاون، التي تعرف الآن باسم جامعة جورجتاون.
ولد في مونستر ، ودرّس في المدارس اليسوعية في الإمبراطورية الروسية وفي غاليسيا البولندية كعضو شاب في جمعية يسوع . ثم هاجر إلى الولايات المتحدة بعد عدة سنوات من استعادة المجتمع (الذي كان قد تعرض للقمع من قبل)، وتولى العمل الرعويي وتدريس اللاهوت في كونواغو، بنسلفانيا قبل أن يصبح أستاذًا متفرغًا في كلية جورجتاون. هناك أصبح أيضًا ثاني أمين مكتبة متفانٍ في مكتبة جورجتاون. وفي النهاية، فاينر صار رئيسا للكلية عام 1826. كما استمر بينما كان رئيسا بتدريس اللاهوت ورعاية المصلين في كنيسة الثالوث المقدس (واشنطن العاصمة).
على الرغم من أنه كان زعيما لمرفق أمريكي، إلا أنه لم يتقن اللغة الإنجليزية أبدًا. عانى لفترة طويلة من تدهور حالته الصحية بسبب مرض السل، وانتهت رئاسته بعد ثلاث سنوات، قبل أسابيع فقط من وفاته.